# Weasel Walter
Weasel Walter (Rockford, 18 mei 1972) is een Amerikaanse multi-instrumentalist en componist, die in 1991 de band The Flying Luttenbachers in Chicago oprichtte. Hij speelde in de bands Cellular Chaos en Lydia Lunch Retrovirus. Walter verhuisde in 2003 naar de San Francisco Bay Area, waar hij de Luttenbachers hervormde met de toevoeging van bassist Mike Green en gitarist Ed Rodriguez. Mick Barr voegde zich bij de band in 2005. De Flying Luttenbachers gingen eind 2007 uit elkaar. Op 25 november 2009 kondigde Weasel Walter aan dat hij naar New York zou verhuizen om zich als drummer bij de band Behold ... The Arctopus aan te sluiten. Hij formeerde Cellular Chaos met Marc Edwards, Admiral Gray en Ceci Moss. Walter woont in New York.

## Biografie
Voordat hij naar de westkust verhuisde, leverde Walter een bijdrage aan de Chicago no wave/noise/geïmproviseerde muziek underground tijdens de jaren 1990 en vroege jaren 2000. Tijdens deze periode trad hij op als stichtend lid van bands als The Flying Luttenbachers, Miss High Heel (met Jim O'Rourke en Azita van The Scissor Girls), Lake of Dracula (met Marlon Magas en Heather M. van The Scissor Girls), To Live and Shave in L.A. 2, 7000 Dying Rats en Hatewave. Walter heeft samengewerkt met Marshall Allen, John Butcher, Tim Dahl, Peter Evans, Mary Halvorson, Henry Kaiser, Joe Morris, Jim O'Rourke, Evan Parker, Elliott Sharp, Ken Vandermark en William Winant en de rockbands Sharon Cheslow, Bobby Conn, Cheer-Accident, Cock E.S.P., Curse of the Birthmark, Erase Errata, Harry Pussy, Lair of the Minotaur, Quintron, The Chicago Sound, The Scissor Girls, U.S. Maple en XBXRX naast het produceren van albums van AIDS Wolf, Arab on Radar, Glenn Branca, Burmese, Lydia Lunch, Coachwhips en Total Shutdown.
- Bibliothèque nationale de France: cb170310798 (data)
- Gemeinsame Normdatei: 1247301737
- International Standard Name Identifier: 0000 0000 3866 8883
- Library of Congress Control Number: n2009001516
- MusicBrainz: fb81800c-4270-45e8-ba4f-75747f5de736
- Virtual International Authority File: 51175817
- WorldCat: E39PBJv4jK7VCTkqCFqdBYyjmd